# Курбатов, Леонид Николаевич
Леонид Николаевич Курбатов (2 (15) января 1913, Скобелев — 16 июля 2004) — советский и российский физик, член-корреспондент РАН, профессор МФТИ, начальник отделения НПО «Орион». Лауреат двух Государственных премий СССР (1970, 1985).
Руководил разработкой ряда полупроводниковых оптических квантовых генераторов (лазеров) и фотоэлектрических приборов.

## Биография
В 1936 году окончил Ленинградский политехнический институт. После окончания института до 1940 года работал в ЛГУ, потом до 1956 года в Военно-морской медицинской академии, и до 1960 года снова в ЛГУ и, одновременно, в Государственном оптическом институте им. С. И. Вавилова. В 1961 году ему присвоено звание профессора МФТИ. Первый заведующий базовой кафедрой физической электроники МФТИ с 1964 до 1990 года, где читал курс, посвящённый современный проблемам физической оптики и фотоэлектроники. Избран в члены-корреспонденты АН СССР 28 ноября 1972 года (член-корреспондент РАН с 1991 года) по специальности «техническая физика».
Основные работы посвящены исследованию адсорбции паров и газов на поверхности полупроводников и диоксида кремния, фотопроводимости и рекомбинацонного излучения полупроводников.
Женат, двое детей.
Похоронен в Москве на Николо-Архангельском кладбище.

## Награды и премии
- Орден Трудового Красного Знамени.
- Медали.
- Две Государственные премии СССР (1970, 1985).
- Благодарность Президента Российской Федерации (4 июня 1999 года) — за большой вклад в развитие отечественной науки, многолетний добросовестный труд и в связи с 275-летием Российской академии наук[2].